# Diga d'Émosson
La diga d'Émosson è una diga ad arco situata in Svizzera, nel Canton Vallese, nel comune di Finhaut.

## Descrizione
Ha un'altezza di 180 metri e il coronamento è lungo 555 metri, il che lo rende il quinto sbarramento più alto della Svizzera. Il volume della diga è di 1 090 000 metri cubi.
Il lago creato dallo sbarramento, il lago d'Émosson ha un volume massimo di 227 milioni di metri cubi, una lunghezza di 4 km e un'altitudine massima di 1930 m s.l.m. Lo sfioratore ha una capacità di 60 metri cubi al secondo. Le acque del lago vengono sfruttate dall'azienda Electricité d'Émosson SA di Martigny.
In precedenza era già presente uno sbarramento: la diga di Barberine, costruita nel 1925, 1 km più a monte di quella dell'Émosson.
Con la costruzione di quest'ultima è andata sommersa e, quando il livello del lago è basso è possibile vederla.

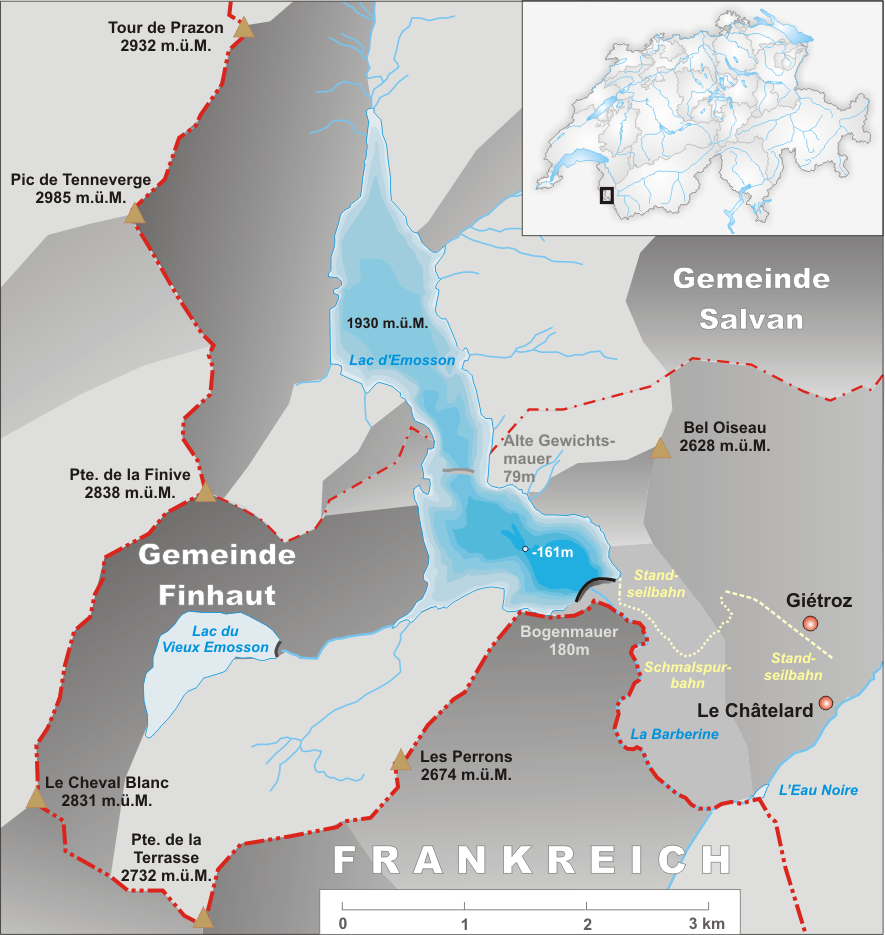
Il lac d'Émosson è quello a destra.

## Galleria d'immagini

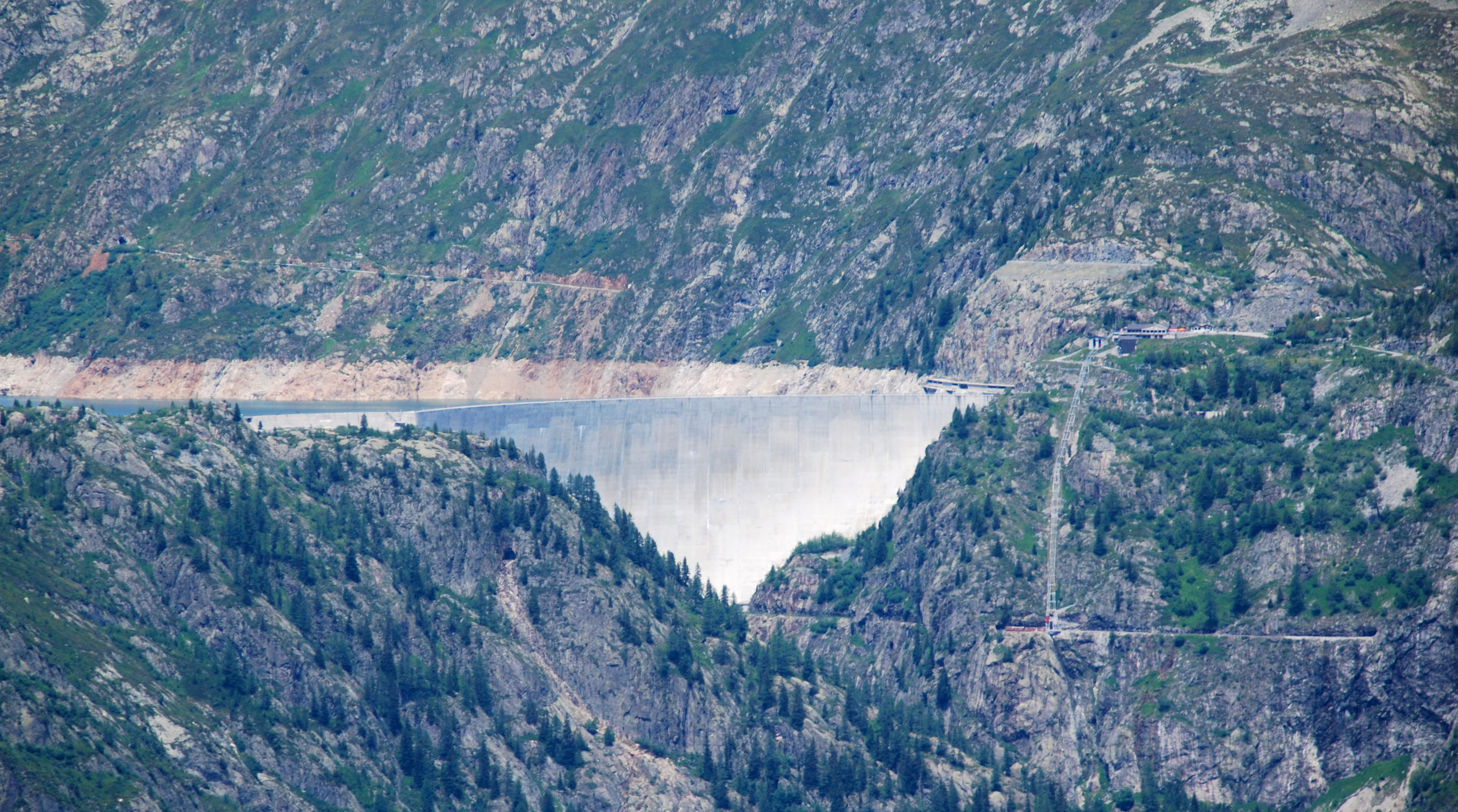
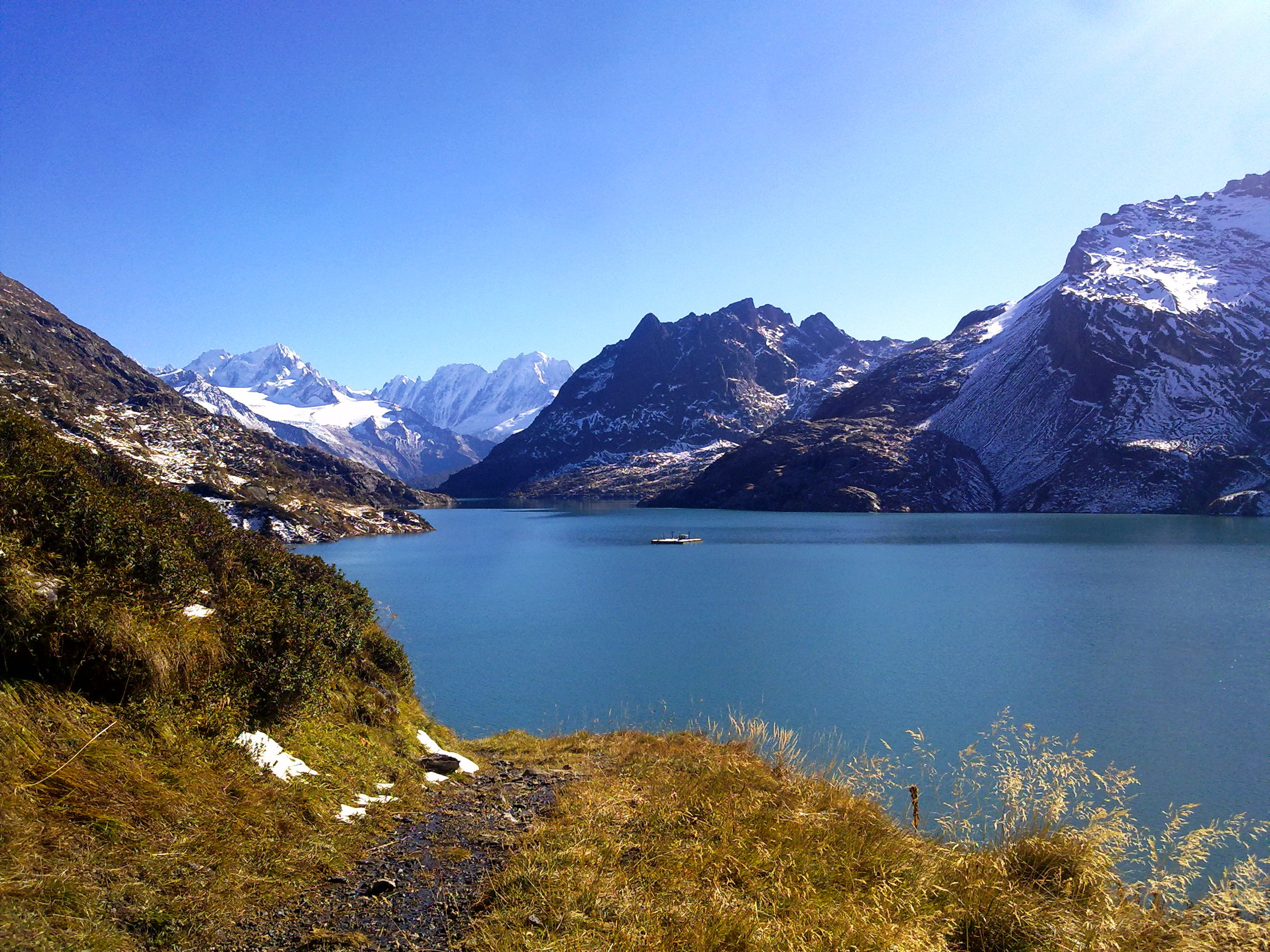
Il lago
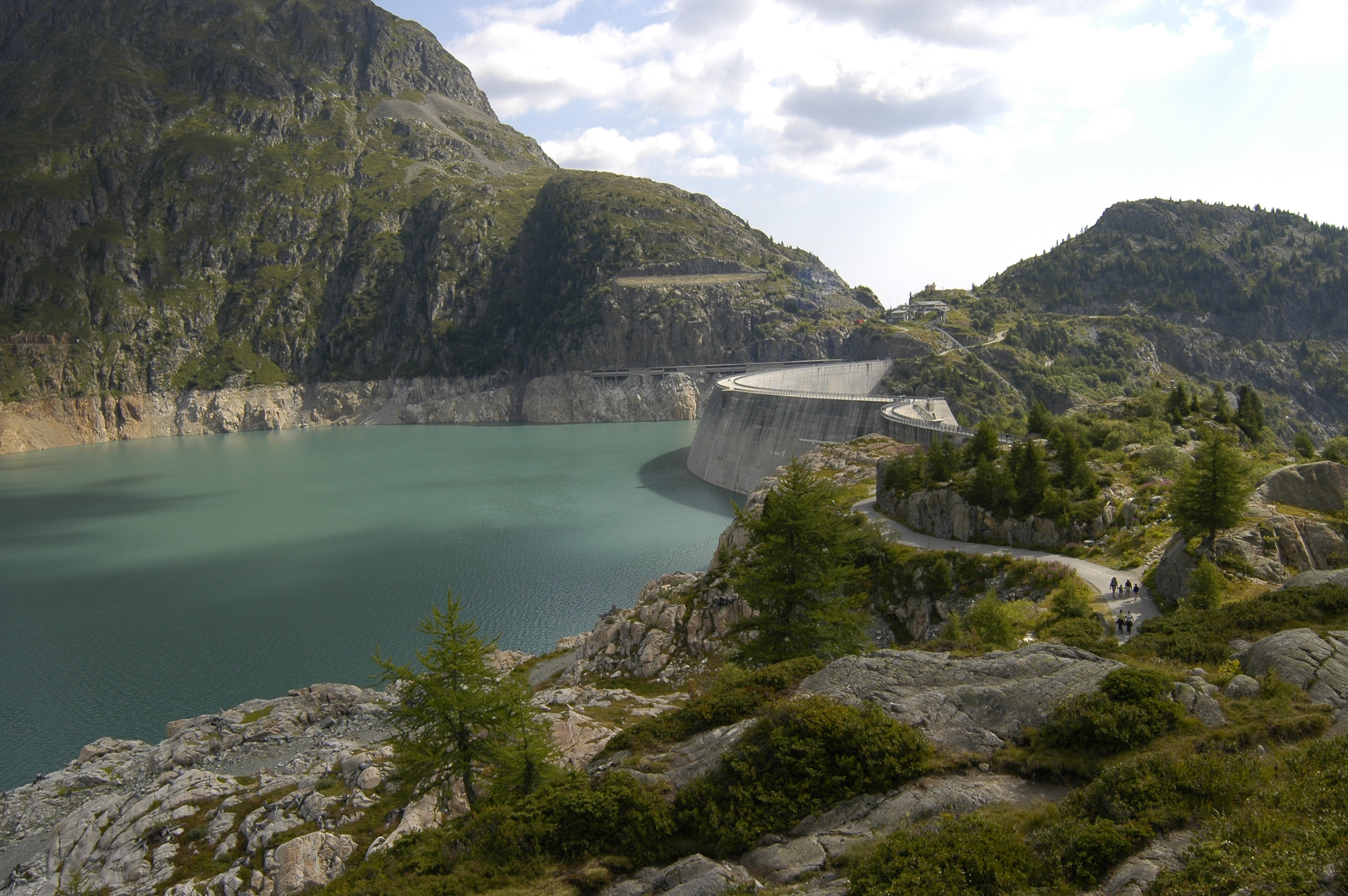